# Nameless Glacier
Nameless Glacier (glaciären utan namn) är en glaciär i Antarktis. Den ligger i Östantarktis. Nya Zeeland gör anspråk på området. Nameless Glacier ligger 376 meter över havet.
Glaciären ligger på västra sidan av halvön Adare Peninsula. Den mynnar i viken Protection Cove som är en del av den större viken Robertson Bay.
Regionen besöktes 1898 till 1900 av den norska polarforskaren Carsten Borchgrevink. Han gav namn till alla glaciärer utom en. När den brittiska polarforskaren Victor Campbell 1910 kom till trakten bestämde han sig att lämna glaciären kvar utan namn.